# Sirgu
Sirgu – wieś w Estonii, w prowincji Tartu, w gminie Luunja.